# Glace de custode
Pour les articles homonymes, voir custode.

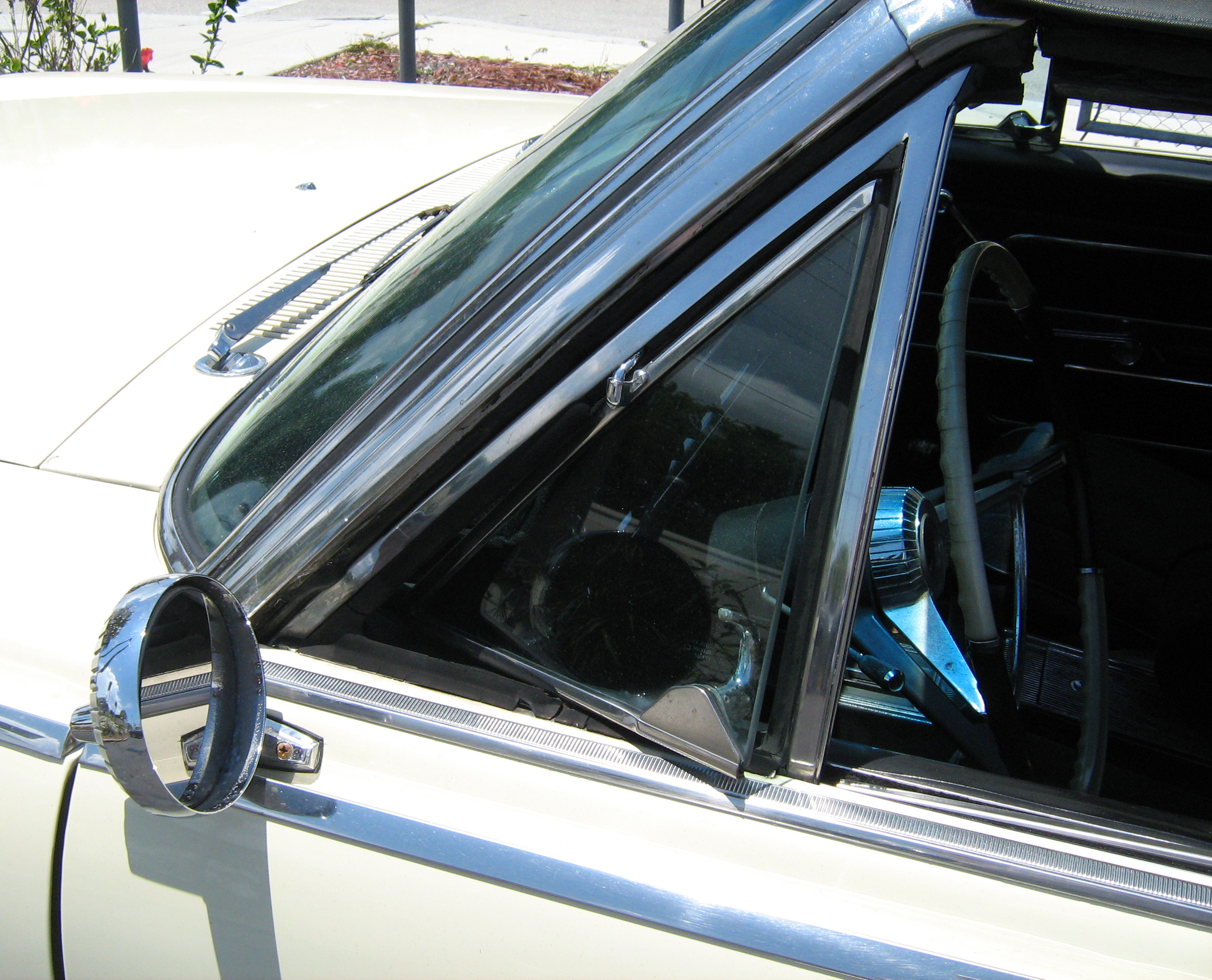
Glace de custode avant ouvrable.

Une glace de custode, vitre de custode ou ventiplane est dans les automobiles et dans les voitures hippomobiles fermées une petite fenêtre située aux extrémités de la voiture, juste avant la fenêtre de côté avant ou après la fenêtre de côté arrière. Elles peuvent être ouvrables, notamment dans les voitures anciennes.

## Types

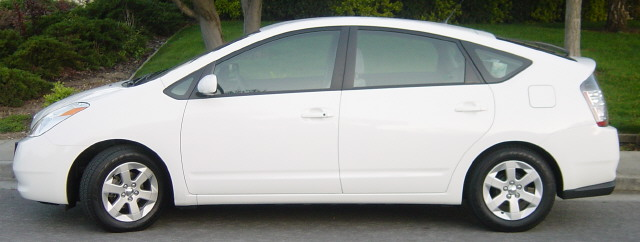
La Toyota Prius a des glaces de custode à l'avant et à l'arrière.

On retrouve originellement des glaces de custode dans des voitures à cheval fermées, rajoutées par des menuisiers pour embellir les voitures.
Plusieurs automobiles des années 1930 comme la Pontiac Economy Eight (en) avaient des petites fenêtres à l'avant et à l'arrière de la voiture, appelées ventiplanes. Elles avaient une charnière et une poignée et pouvaient donc être ouvertes vers l'intérieur pour aérer la voiture. En 1933, General Motors commence à offrir des ventiplanes optionnels sur toutes ses voitures, après avoir protégé ce principe par un brevet déposé le 28 novembre 1932.
À partir des années 1960, la plupart des véhicules n'avaient plus de glaces de custode amovibles, pour un style plus épuré. Certains véhicules en avaient toujours cependant, comme la Pacer d'AMC. Avec la montée en popularité de la climatisation intérieure, les glaces de custode ouvrables disparaissent dans les années 1980.
D'autres automobiles avaient des petites fenêtres latérales qui se baissaient comme des fenêtres normales, telle que la Lincoln Town Car, où la petite vitre avant se baissait séparément de la vitre avant principale, tandis que la Toyota Century avait des glaces de custode s'ouvrant vers l'extérieur. Des  boutons séparés commandaient les vitres avant et arrière.
Plus récemment, on retrouve des petites fenêtres latérales proche de l'avant de certains véhicules, directement intégrées dans la portière et non-rétractables. Dans d'autres cas, le glace de custode est à l'arrière, et permet d'augmenter le champ de vision du conducteur. Elles sont directement montées dans la carrosserie du véhicule, fixées par du polyuréthane.

Différents types de glace de custode
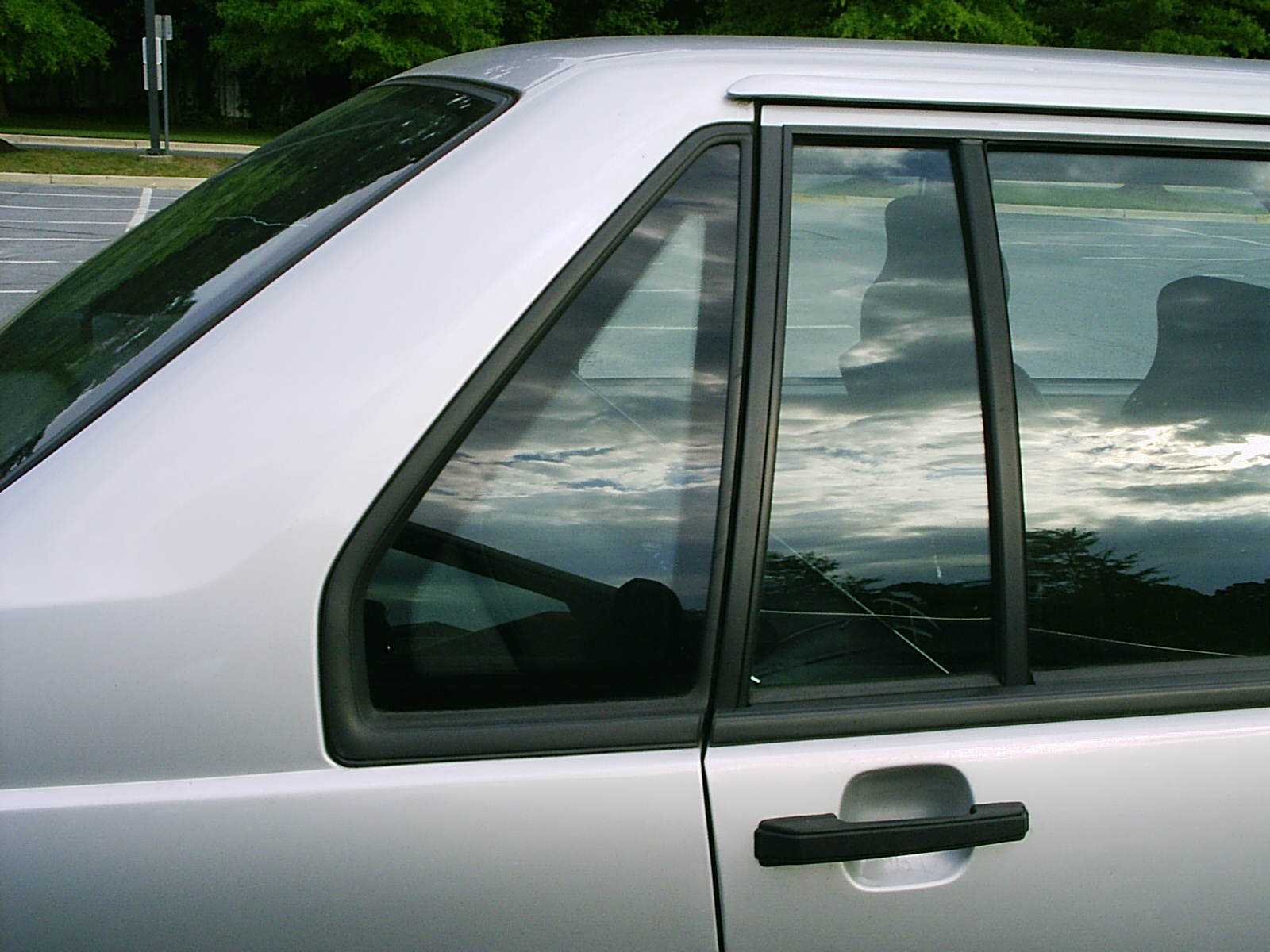
Double glace de custode, Volvo 940.
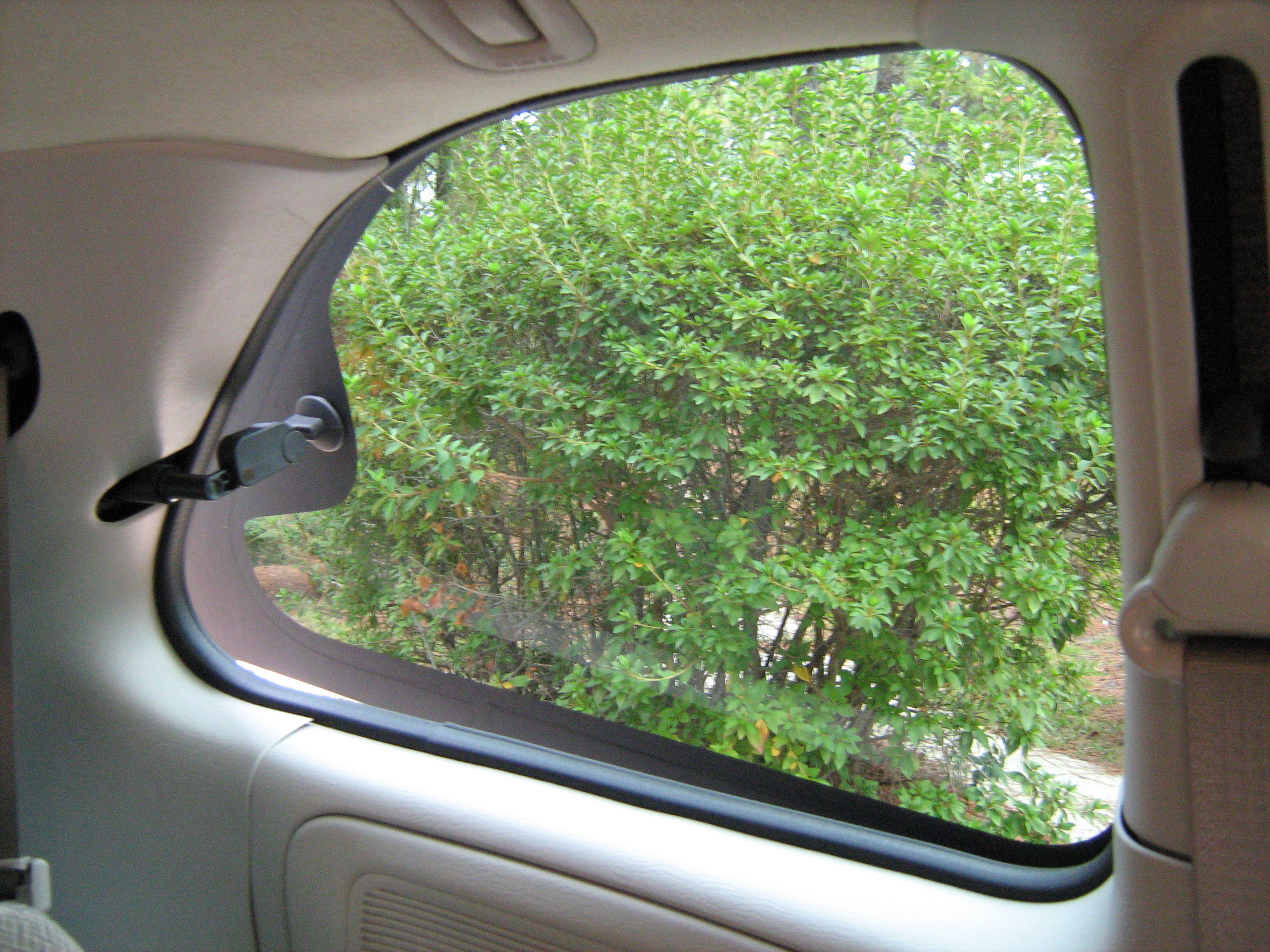
Grande glace de custode ouvrant vers l'extérieur, Chrysler Town and Country.
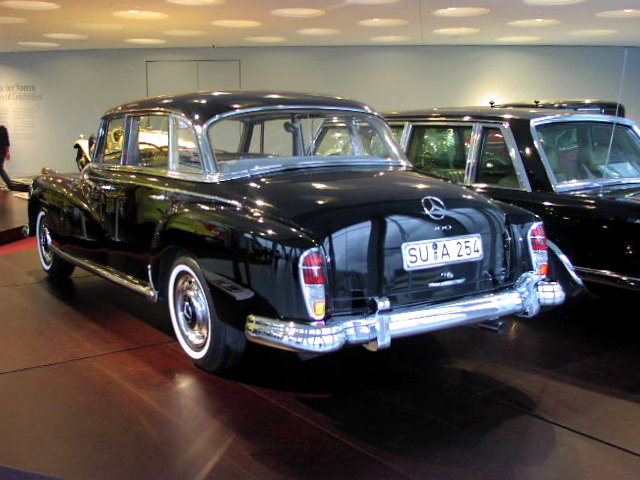
Glace de custode pouvant se baisser entièrement, Mercedes-Benz 300d.
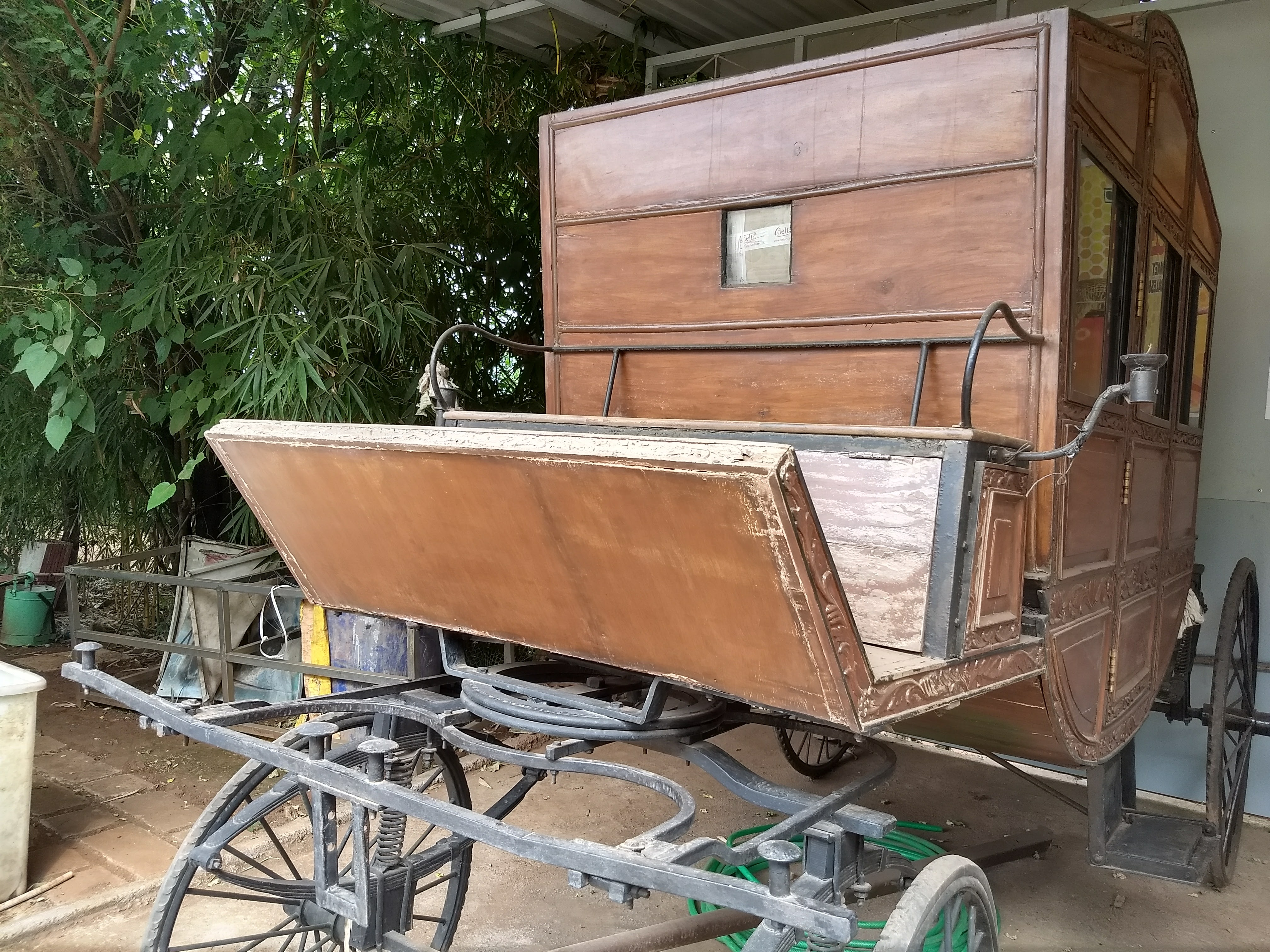
Glace de custode, voiture hippomobile.